# Pachnolite
La pachnolite è un minerale, chimicamente un fluoruro complesso di sodio, calcio e alluminio, come la Thomsenolite.
Prende il nome dal greco πάχνη (brina) a causa dell'aspetto ghiacciato.
Se non è in cristalli è molto difficilmente distinguibile ad occhio nudo dalla Thomsenolite.

## Forma in cui si presenta in natura
Si presenta in masse compatte o in cristalli prismatici a sezione quadrata e a terminazione acuta.

## Località di rinvenimento
Si rinviene solo a Ivittuut (Groenlandia) e sul Pikes Peak (Colorado, USA).